# Appa (rappeur)
Rachid El Ghazoui, plus connu sous le nom Appa, né le 27 janvier 1983 à Amsterdam-Nord, est un rappeur et militant néerlando-marocain.

## Biographie
Dès les années 1990 Appa s'intéresse à la musique rap, ensuite il se met à faire du rap en néerlandais et il joint en 2002 le groupe rap THC Tuindorp Hustler Click à Amsterdam-Nord. Dans ce groupe, il se fait remarquer par ses contributions au THC mixtape en 2004 et l'album Artikel 140 en 2005. En novembre 2005, Appa commence une carrière d'artiste solo. Il produit en 2006 le mixtape De meest onderschatte (Le plus sous-estimé) et le clip Schuif aan de kant (Poussé à l'écart, avec Naffer), en 2007 le clip Ik heb schijt (Je m'en fous, avec Sjaak (rappeur)). En 2007 il sort le mixtape TBS: Ter Beschikking van de Straat et l'album Straatfilosoof (Philosophe de la rue). L'album traite de thèmes variés tels que l'amitié, la religion, la pauvreté, la discrimination et une lettre adressée à Balkenende, premier ministre des Pays-Bas. Selon ses propres dires, cet album est autobiographique.
Dans ses textes, il critique le gouvernement et la politique des quartiers défavorisés. Beaucoup de jeunes gens du Randstad pouvaient s'identifier avec la musique du rappeur, qui veut motiver par sa musique les jeunes surtout à travailler dur. Ainsi, il donne une workshop dans l'institution pénitentiaire juvenile Hunnerberg à Nimègue. Il se mêle à plusieurs moments dans des discussions politiques. En 2007, il produit le clip MC Wilders sur le politician nationaliste Geert Wilders et tient une interview dans laquelle il n'évite pas les mots agressifs. Wilders porte plainte pour menaces. À cause de cela, il ne peut plus donner des workshops pour les institutions judiciaires. Dans une interview où il doit s'expliquer sur cette affaire, il revient sur ses dires et déclare "Je ne trouverai pas ça un problème si quelqu'un tire une balle sur la tête de Geert Wilders."
Il produit ensuite plusieurs singles, dont Kijk door mijn ogen (2008) est très apprécié pas les fans et Ana Maghrabi (Je suis marocain) connaît un succès international pour son refrain en marocain; et en 2013 sort l'album MKRSLG ou Mokerslag,.
Les activités d'Appa ne sont pas restreints au rap. Appa travaille sous quatre noms commerciales: Appa music, Appa books, Appa films et Appa Events.
Il produit en 2013 avec Sjaak la musique du film Wolf, et en 2014 il est un des personnages principaux du film Infiltrant, qui sort en octobre 2014
L'été 2014, pendant le conflit Israël-Gaza, il se prononce plusieurs fois pour Gaza contre Israël,.

## Discographie

### Albums studio
- 2007 : Straatfilosoof
- 2010 : Alles of niets
- 2013 : MKRSLG

### Street-Tapes / Mixtapes
- 2004 : De meest onderschatte
- 2006 : Ter beschikking van de straat

### Singles
- 2006 : Schuif Aan De Kant feat. Naffer
- 2007 : Ik Heb Schijt feat. Sjaak
- 2007 : MC Wilders
- 2008 : Kijk door mijn ogen feat. Mr. Probz
- 2008 : Stap maar in de ring feat. Badr Hari
- 2008 : Revolutionair
- 2009 : Ya Rassi
- 2009 : Regels feat. Raymzter
- 2009 : Badboy feat. Badr Hari
- 2009 : Ana Maghrabi feat. Douzi
- 2010 : Topklasse feat. Supernatural
- 2010 : Beloofde land feat. Megan Brands
- 2011 : Wat je hoort over mij
- 2011 : Wat is er? feat. Sjaak
- 2013 : Vrije Jongens feat. Lange Frans, Kleine Viezerik & El Stylo
- 2013 : 100% Halal feat. Fouradi
- 2013 : Mooie val feat. Winne
- 2013 : Onbegrepen feat. Nasrdin Dchar
- 2020 : Zure Appel

## Récompenses
- 2007: URBNN Award: les prix de meilleur débutant et de meilleur mixtape.

### Documentaires et interviews
- 2016 : Documentaire Mocrorappers diffusé sur Videoland ;